# Biblioteka Narodowa Armenii
Biblioteka Narodowa Armenii (orm. Հայաստանի Ազգային Գրադարան (Hayastani Azgayin Gradaran)) – biblioteka gimnazjum męskiego w Erywaniu pełniąca od 1990 roku funkcję biblioteki narodowej.

## Historia
Biblioteka gimnazjum męskiego w Erywaniu powstała w 1832 roku. W latach 1925–1990 nosiła imię Aleksandra Miasnikiana. W 1990 stała się Biblioteką Narodową Armenii. Biblioteka mieści się w czterech budynkach. Najstarszy budynek, pełniący rolę głównego gmachu, został zaprojektowany przez Alexandra Tamanjana w 1939 roku. Jego budowę sfinansował rząd sowieckiej Republiki Armenii oraz fundacja Grigor i Karapet Melqonyan. W latach 2008–2011 rząd Republiki Armenii przebudował budynek ponownie.

## Zbiory
W skarbcu biblioteki jest przechowywana pierwsza drukowana książka ormiańska: Urbatagirk wydana w 1512 w Wenecji, pierwsze ormiańskie czasopismo wydane w Madrycie w 1794 roku Azdarar, pierwsza drukowana mapa wydana w Amsterdamie w 1695 roku. Zbiory biblioteki w 2015 roku zawierały 6,3 mln woluminów.

## Biblioteka cyfrowa
Na stronie http://nla.am/ można online korzystać z cennych zbiorów biblioteki. Zostały one zdigitalizowane dzięki wsparciu Jose Tahta, Ormianina mieszkającego w Argentynie, który ufundował wielkoformatowy skaner książek.